# Eric Delson

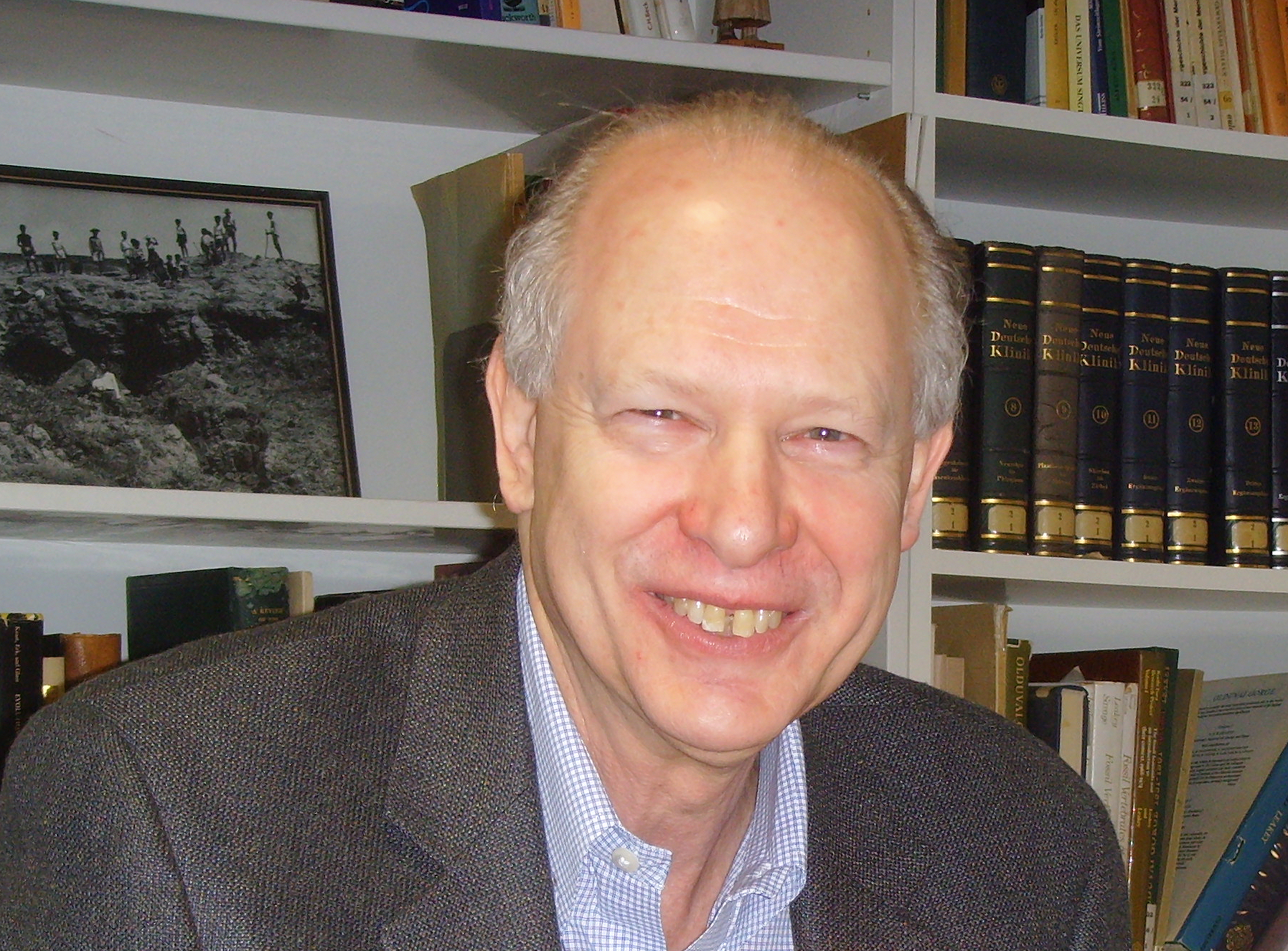
Eric Delson, 2011

Eric Delson (* 1945 in New York City) ist ein US-amerikanischer Geologe und Paläontologe, der insbesondere die Evolution der Altweltaffen – speziell der Meerkatzenverwandten – und die Stammesgeschichte des Menschen erforscht. Delson ist seit 1980 Professor für Anthropologie am Lehman College der City University of New York (CUNY). Nach der Jahrtausendwende „profilierte sich Professor Delson als einer der Vorreiter in der Entwicklung von computergestützten Verfahren zur dreidimensionalen Analyse, Rekonstruktion und Visualisierung von Hominiden-Resten.“

## Ausbildung
Eric Delson erwarb 1966 am Harvard College den Bachelor-Grad im Fach Physik und 1973 an der Columbia University den Doktor-Grad im Fachgebiet Wirbeltier-Paläontologie. 1972/73 hatte er einen Lehrauftrag im Fach Anthropologie an der University of Pittsburgh inne, dem sich ab 1973 ein Lehrauftrag und ab 1980 eine Professur für Anthropologie am Lehman College und der CUNY Graduate School in New York City anschlossen. Seit 1975 ist Delson zugleich für die Abteilung für Wirbeltier-Paläontologie des American Museum of Natural History in New York City tätig.

## Forschungsthemen

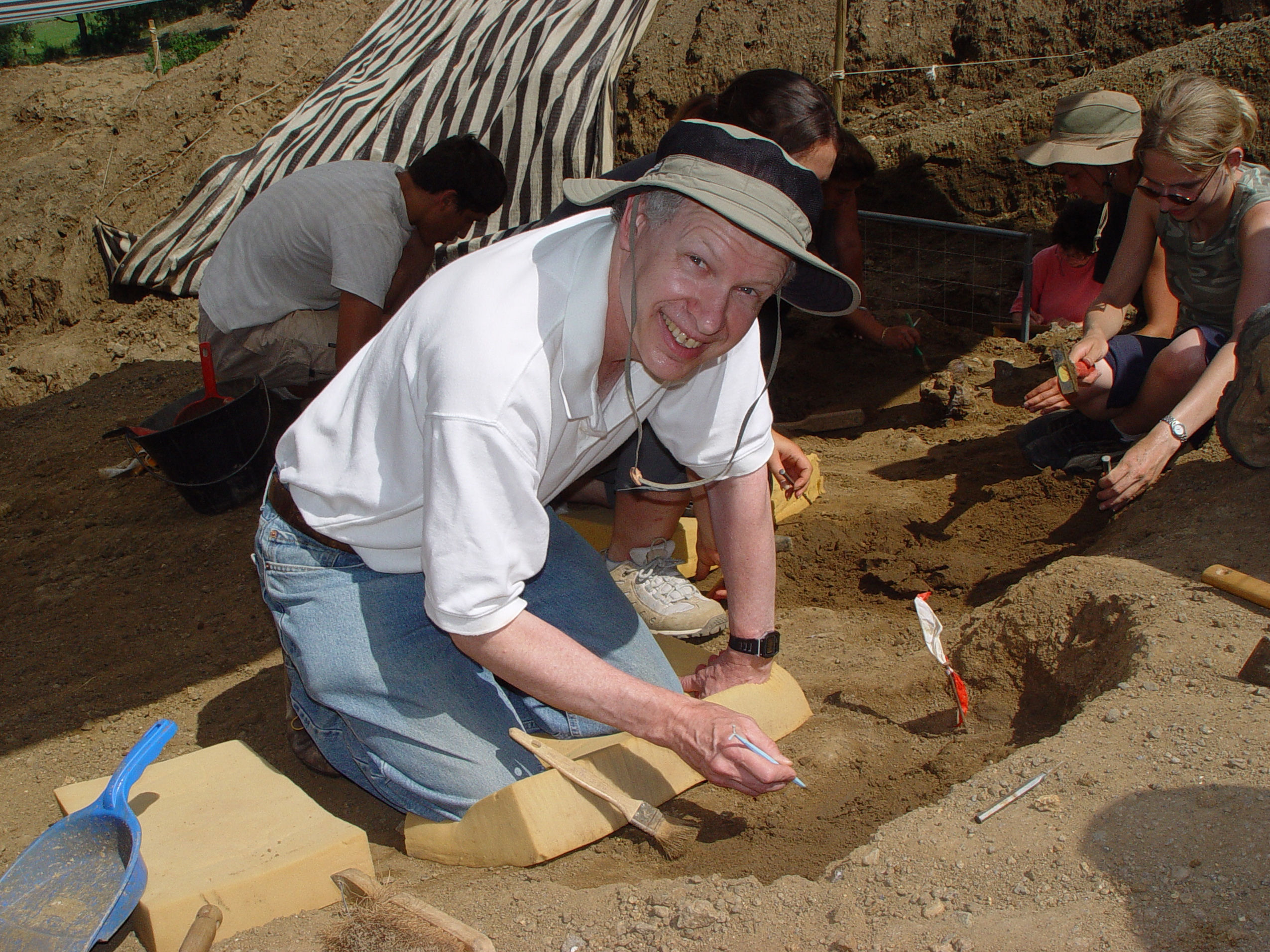
Eric Delson bei Ausgrabungen in Senèze, Juli 2006

Schon für seine Doktorarbeit untersuchte Eric Delson die Verwandtschaft fossiler mit heute lebenden Altweltaffen. Seine Studien mündeten 1979 in das gemeinsam mit Frederick S. Szalay publizierte Werk Evolutionary History of the Primates, das 1980 in einer Fachzeitschrift als die seinerzeit umfangreichste Übersicht über Primaten-Fossilien bezeichnet wurde und zu dem es 2011 hieß: „Eric Delsons Publikationen zur Entwicklungsgeschichte der Primaten gelten bis heute als Standardwerke.“
International bekannt wurde Delson 1984 als Initiator einer Fachtagung und der bis heute einzigartigen öffentlichen Ausstellung Ancestors, four million years of humanity in New York, bei der „alle wichtigen Originalfossilien“ früher Hominini an einem Ort zu sehen waren und direkt verglichen werden konnten. Ebenfalls als Standardwerk gilt die 1988 mit Ian Tattersall erstmals publizierte und 1999 überarbeitet neu aufgelegte Encyclopedia of Human Evolution and Prehistory, in der erstmals eine enzyklopädische Übersicht über die Stammesgeschichte des Menschen vorlag und in der das Wissen über die Geologie des Känozoikums sowie die Geochronologie mit archäologischen und paläontologischen Befunden verknüpft worden war. 2004 begründete Delson gemeinsam mit Ross MacPhee die im Springer-Verlag herausgegebene Buchreihe  Vertebrate Paleobiology and Paleoanthropology.
Von 2000 bis 2007 leitete Delson gemeinsam mit französischen Kollegen Ausgrabungen im Bereich der pliozänen Großsäuger-Fundstelle von Senèze, einem Weiler nahe Brioude (Département Haute-Loire) in Frankreich. Diese Fundstelle ist seit 1892 bekannt, das Alter der Fossilien war aber bis zur Jahrtausendwende nicht mit modernen Datierungsmethoden bestimmt worden.
Zugleich entwickelte er in Kooperation mit Kollegen der University of California, Davis und der Stony Brook University Methoden, dank derer morphometrische 3D-Daten von Affen-Fossilien genutzt werden können, um im Computer deren Schädelformen rekonstruieren und Anhaltspunkte für das Aussehen von Mosaikformen gewinnen zu können. Hierfür entwickelte Delson die Datenbank PRIMO (PRImate Morphometrics Online), in der die von seinen Arbeitsgruppen erhobenen morphometrischen 3D-Daten online verfügbar gemacht werden.
Von 1986 bis 1989 war Delson gemeinsam mit Peter Andrews Herausgeber des Journal of Human Evolution, das sich in dieser Zeit zur international führenden Fachpublikation auf dem Gebiet der Paläoanthropologie entwickelte. Er war Gründungsmitglied und ist seit 1999 (bis 2013) Sekretär der Paleoanthropology Society und seit 2002 Fellow der American Association for the Advancement of Science. Darüber hinaus gehört er unter anderem der American Association of Physical Anthropologists, der Paleontological Society, der Society for the Study of Mammalian Evolution, der Society for the Study of Evolution, der American Anthropological Association, der Society of Vertebrate Paleontology, der Society for Systematic Biology, der American Association for Zoological Nomenclature sowie Sigma Xi an.
Eric Delson war Autor der Erstbeschreibung von Prohylobates simonsi und Co-Autor der Erstbeschreibung von Dryopithecus wuduensis.

## Schriften (Auswahl)
- Early Wasatchian mammals from the Powder River Local Fauna, Eocene of northeast Wyoming. In: Bulletin of the American Museum of Natural History, Band 146, 1971, S. 406–462.
- Evolutionary History of the Cercopithecidae. In: Contributions to Primatology, Band 5, 1975, S. 167–217, Volltext (PDF; 1,4 MB).
- mit Peter Andrews: Evolution and interrelationships of the catarrhine primates. In W. P. Luckett, F. S. Szalay (Hrsg.): Phylogeny of the Primates: A Multidisciplinary Approach. Plenum, New York 1975, S. 405–446, Volltext (PDF; 843 kB).
- mit Niles Eldredge und Ian Tattersall: Reconstruction of hominid phylogeny: a testable framework based on cladistic analysis. In: Journal of Human Evolution. Band 6, 1977, S. 263–278, doi:10.1016/S0047-2484(77)80051-1, Volltext (PDF). Erschienen auf Chinesisch in: Zhou Mingzhen, Chang Meeman und Liu Xiaobo (Hrsg.): Cladistic Systematics. 1983, S. 100–113.
- Catarrhine phylogeny and classification: principles, methods, and comments. In: Journal of Human Evolution. Band 6, 1977, S. 433–459, doi:10.1016/S0047-2484(77)80057-2, Volltext (PDF; 403 kB).
- mit Elwyn L. Simons: Cercopithecidae and Parapithecidae. In V. J. Maglio und H. B. S. Cooke (Hrsg.): Evolution of African Mammals. Harvard University Press, Cambridge 1978, S. 100–119, Volltext (PDF; 751 kB).
- Prohylobates (Primates) from the Early Miocene of Libya: A new species and its implications for cercopithecid origins. In: Géobios. Band 12, Nr. 5, 1979, S. 725–733, doi:10.1016/S0016-6995(79)80099-6, Volltext (PDF; 228 kB).
- mit Frederick S. Szalay: Evolutionary History of the Primates. Academic Press, New York 1979, ISBN 978-0-12680150-7.
- Fossil macaques, phyletic relationships and a scenario of deployment. In: D. G. Lindburg (Hrsg.): The Macaques: Studies in Ecology, Behavior and Evolution. Van Nostrand, New York 1980, S. 10–30.
- mit Alfred L. Rosenberger: Are there any anthropoid primate living fossils? In: N. Eldredge und S. Stanley (Hrsg.): Living Fossils. Springer Verlag, New York 1984, S. 50–61, Volltext (PDF; 339 kB).
- Cercopithecid biochronology of the African Plio-Pleistocene: correlation among eastern and southern hominid-bearing localities. In: Courier Forschungs-Institut Senckenberg. Band 69, 1984, S. 199–218.
- Ancestors: The Hard Evidence. A. R. Liss, New York 1985, ISBN 0-84510249-4.
- Human phylogeny revised again. In: Nature. Band 322, 1986, S. 496–497, doi:10.1038/322496b0, Volltext (PDF; 49 kB).
- mit Elizabeth Strasser: Cladistic analysis of cercopithecid relationships. In: Journal of Human Evolution. Band 16, Nr. 1, 1987, S. 81–99, doi:10.1016/0047-2484(87)90061-3.
- One source not many. In: Nature, Band 332, 1988, S. 206, doi:10.1038/332206a0, Volltext (PDF; 53 kB).
- mit Xue Xiang-Xu: A new species of Dryopithecus from Gansu, China. In: Kexue Tongbao. Band 33, Beijing 1988, S. 449–452 (chinesisch); in: Chinese Science Bulletin Band 34, Nr. 3, 1989, S. 223–229 (englisch), Volltext (PDF; 186 kB).
- Chronology of South African australopith site units. In: F. E. Grine (Hrsg.): Evolutionary History of the „Robust“ Australopithecines. Aldine De Gruyter, New York 1988, S. 317–324.
- mit Terry Harrison und Guan Jian: A new species of Pliopithecus from the Middle Miocene of China and its implications for early catarrhine zoogeography. In: Journal of Human Evolution. Band 21, Nr. 5, 1991, S. 329–361, doi:10.1016/0047-2484(91)90112-9.
- mit David Dean: Second gorilla or third chimp? In: Nature. Band 359, 1992, S. 676–677, doi:10.1038/359676a0, Volltext (PDF).
- Evolution of Old World monkeys. In: J. S. Jones, R. D. Martin, D. Pilbeam und Sarah Bunney (Hrsg.): Cambridge Encyclopedia of Human Evolution. Cambridge University Press, Cambridge 1992, S. 217–222, Volltext (PDF; 257 kB).
- Theropithecus specimens from Africa and India and the taxonomy of the genus. In: Nina Jablonski (Hrsg.): Theropithecus: Rise and Fall of a Primate Genus. Cambridge University Press, Cambridge 1993, S. 157–189.
- mit Lowell Dingus et al.: Mammals and Their Extinct Relatives: A Guide to the Lila Acheson Wallace Wing. American Museum of Natural History, New York 1994.
- mit Ian Tattersall et al. (Hrsg.): Encyclopedia of human evolution and prehistory. Garland Reference Library of the Humanities, Routledge, 2. Auflage New York / Oxford 1999, ISBN 978-0-81531696-1.
- mit C. J. Terranova et al.: Body mass in Cercopithecidae (Primates, Mammalia): Estimation and scaling in extinct and extant taxa. In: Anthropological papers of the American Museum of Natural History. Band 83, 2000, S. 1–159, Volltext (PDF; 2,5 MB).

## Belege
1. 1 2 3  10. Gustav Heinrich Ralph von Koenigswald-Lecture. In: SENCKENBERG – Natur • Forschung • Museum, Band 141, Nr. 9/10, 2011, S. 286–287.
2. ↑  Fossil colobine monkeys of the Circum-Mediterranean region and the evolutionary history of the Cercopithecidae (Primates, Mammalia). Ph. D. dissertation, Columbia University, 1973.
3. ↑  Frederick S. Szalay und Eric Delson: Evolutionary History of the Primates. Academic Press, New York 1979, ISBN 978-0126801507.
4. ↑  Glenn C. Conroy: Evolutionary history of the primates. In: International Journal of Primatology. Band 1, Nr. 4, 1980, S. 411–415, doi:10.1007/BF02692283.
5. ↑  Eric Delson (Hrsg.): Ancestors, the hard evidence: proceedings of the symposium held at the American Museum of Natural History April 6-10, 1984 to mark the opening of the exhibition „Ancestors, four million years of humanity“. New York, A. R. Liss 1985, ISBN 0845102494.
6. ↑   Eric Delson, Ian Tattersall et al. (Hrsg.): Encyclopedia of human evolution and prehistory. Garland Reference Library of the Humanities, Routledge, 2. Auflage New York / Oxford 1999, ISBN 978-0-81531696-1.
7. ↑  primo.nycep.org.

| Personendaten    | Personendaten                       |
| ---------------- | ----------------------------------- |
| NAME             | Delson, Eric                        |
| KURZBESCHREIBUNG | US-amerikanischer Paläoanthropologe |
| GEBURTSDATUM     | 1945                                |
| GEBURTSORT       | New York City                       |